# 四分溪
四分溪，又稱四分子溪，是台北市南港區的一條河流。

## 流域概述
四分溪的全長約七千公尺，屬於基隆河於台北市南港區的支流，起源於大坑山西北山麓及南港山南側之間的山谷，經過中研院院區範圍，於中研院路與圓拱橋處，與大坑溪會流，並沿著北邊注入基隆河。

## 河流生態
2012年8月11日，由公部門、民意代表與在地社區組織與環境保護團體，共同宣布啟動「四分溪封溪護魚計畫」。

## 水利設施
四分溪集水區是南港早期煤礦的主要生產區域，由於當時開採的工法未考量防災及保育，堆置的廢礦渣受洪水沖蝕崩塌，曾經過多次整治工程。然而1998年10月兩度颱風來襲時皆造成溪水暴漲，研究院路四段處有洪水沖蝕兩岸農田及步道的地基。臺北市政府工務局大地工程處以生態工法針對該河段進行整治，兩岸以天然塊石襯砌，並在河道落差較大處施作魚梯；2001年起，則針對中、上游溪段逐步進行整體整治。
目前四分溪的防洪水利設施有：
- 家驊橋水位站
- 勤力抽水站
- 南深左抽水站、南深右抽水站
- 圓拱橋防洪閘門